# José María Beltrán Ausejo
José María Beltrán Ausejo (Zaragoza, 3 de junio de 1898-ibídem, 22 de enero de 1962) fue un ilustre director de fotografía e iluminador español. Trabajó en multitud de filmografías de España, Argentina, Venezuela y Brasil.

## Biografía

### Primeros pasos
Realiza sus primeros estudios en un colegio de la orden religiosa de los escolapios, y antes de iniciar la carrera de Ciencias Químicas aprende los secretos de la fotografía junto a su padre, ilustre fotógrafo «de galería», en Zaragoza, e ingresa como alumno de dibujo en la academia de Ángel Bueno. Cultiva la pintura en la clase de Modesto Soleras, y en dibujo «llega a hacer verdaderas maravillas». A los dieciséis años, realiza ya notables trabajos fotográficos. En 1921, ayuda al Doctor Rocasolano en sus investigaciones de microcinematografía.

### Traslado a Madrid

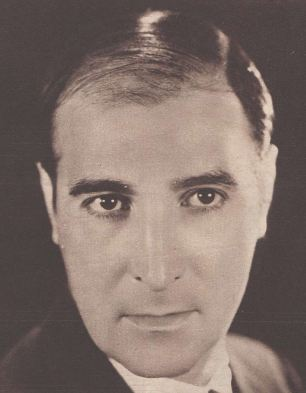
Fotografía de Florián Rey publicada en 1932.

En 1924, Beltrán se traslada a Madrid para ampliar sus conocimientos y abrirse paso en su profesión. Asiste a la clase de pintura de Julio Romero de Torres y frecuenta las peñas de escritores. Cierto día conoce a Benito Perojo y a Florián Rey. Ayuda al fotógrafo Pedrós, yerno de Ramón y Cajal, en su estudio fotográfico. Pero Beltrán intuye que su meta es el cine. Entonces cultiva la amistad de Benito Perojo, que le introduce en el medio cinematográfico.

### El cine
En 1925, Beltrán inicia su primera colaboración en el séptimo arte, figurando como operador en José, película muda de Manuel Noriega, sobre la novela de Armando Palacio Valdés. La revista Arte y Cinematografía (julio de 1926) dedica a Beltrán cálidos elogios, contándole como «uno de los más valiosos elementos de la cinematografía española». Los vaticinios de 1926 quedan pronto rebasados. Florián Rey lo incorpora a su equipo en el rodaje de la versión muda de La hermana San Sulpicio, que coincide también con el descubrimiento de una primera estrella para el cine de habla hispana: Imperio Argentina. Beltrán lleva la cámara en el primer film sonoro realizado en España: Yo quiero que me lleven a Hollywood, dirigido por Edgar Neville, recién llegado de Hollywood, la meca del cine. Al año siguiente, es responsable de la dirección del cortometraje Besos en la nieve, que también fotografía. El resultado es un interesante ensayo de luz y contrastes que la crítica elogia sin reservas.

### Estudios C.E.A.

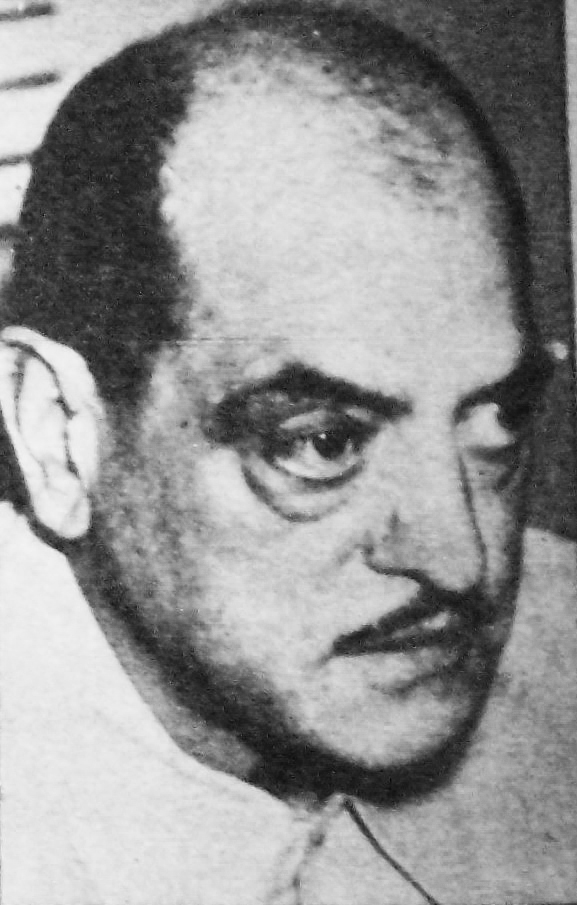
Fotografía de Luis Buñuel.

En 1933 participa en la interesante experiencia de «poner en pie» los nuevos estudios C.E.A., y se le encomienda la dirección de fotografía de El agua en el suelo, primer film rodado en aquellos estudios madrileños. Participa en un documental, Ifni, sobre la toma de aquel territorio africano por el coronel Capaz (6 de abril de 1934). Este año rueda para Jean Gremillon un tema aragonés sobre la zarzuela de Juan José Lorente y el maestro Serrano, La Dolorosa. En 1935 participa en el equipo técnico formado por los críticos Carlos Velo y Fernando G. Mantilla, que recorren España filmando una serie de documentales que han pasado ya con todos los honores a la historia del cine español. Beltrán es también el gran iluminador de las producciones Filmófono, junto a Luis Buñuel y su gran equipo de entusiastas cineastas, que pondrían en pie una de las producciones más notables del período republicano.

### Guerra Civil
Durante la Guerra civil española, sigue trabajando en los estudios o en los equipos de documentalistas que recorren con todos los riesgos el frente de guerra. En 1938 llega a la República Argentina, a cuya cinematografía se incorporaría poco después, con todos los honores: para el historiador argentino Domingo de Nubila, Beltrán Ausejo es una pieza clave del cine argentino. En 1950, Beltrán se traslada a Venezuela y es contratado por Bolívar Films. Lleva la cámara en el filme de Carlos Hugo Christensen, La balandra Isabel llegó esta tarde, que obtiene en el Festival de Cannes de 1951 el premio a la mejor fotografía.

### En Brasil, sus últimos días
En Brasil rueda al año siguiente el filme Tico-tico no fuba, que dirige Adolfo Celli. Pero el rodaje en plena selva tropical afecta a la salud de Beltrán, que se ve obligado —por enfermedad y la nostalgia— a regresar a España. Retirado ya de la profesión, fallece en su ciudad natal, Zaragoza, tras una penosa enfermedad.

## Su obra
Si se repasa atentamente la filmografía de José María Beltrán —previa visión de las películas en que intervino—, se puede apreciar una ausencia de énfasis de la cámara y una iluminación adecuada al ambiente y a la historia que desarrolla el filme. Se ha estudiado su trabajo en Filmófono y se ha admirado lo que pudo hacer en Don Quintín, el amargao (claroscuros dramáticos) y en La hija de Juan Simón (grises y blancos, como tónica ambiental), en contraste con el formalismo de los documentales rodados con Velo y Mantilla, en que la plástica anulaba o resaltaba algunos ambientes y paisajes. Beltrán podía situarse en un polo opuesto al «sentido artístico» del mexicano Gabriel Figueroa, «divo» de la cámara, que tanto fastidiaba a Luis Buñuel. Si examinamos la fotografía de Los olvidados, para nada recuerda las películas típicas del Indio Fernández. Buñuel obligó a Figueroa a los grises de netas calidades, ensayados por Beltrán en las películas españolas de Filmófono, de las que fue responsable Buñuel y, en mayor grado, Beltrán.

## Filmografía
Además de participar en los rodajes que se mencionan a continuación, ejerció de director en Nuevas rutas y Besos de nieve, como jefe de producción en El pasado te acusa, y como cámara en Estudiantes y modistillas.

### EnEspaña
- 1925: José (dir., Manuel Noriega);
- 1926: El bandido de la Sierra (dir., Eusebio Fernández Ardavín);
- 1927: Sortilegio (dir., Agustín de Figueroa), La hermana San Sulpicio (dir., Florián Rey), Estudiantes y modistillas (dir., Juan Antonio Cabero);
- 1928: El sexto sentido (dir., Nemesio M. Sobrevila),
- 1931: Yo quiero que me lleven a Hollywood (dir., Edgar Neville), Besos en la nieve (dir., José M. Beltrán, cortometraje)
- 1933: Saeta (dir., E. F. Aradavín, cortometraje), El agua en el suelo (dir., E. Fernández Ardavín);
- 1934: La Dolorosa (dir., Jean Gremillon);
- 1935: La bien pagada (dir., E. F. Ardavín), Don Quintín, el amargao (dir., Luis Marquina), La hija de Juan Simón (dir. José Luis Sáenz de Heredia), Los claveles (dir., Santiago Ontañón), Felipe II y El Escorial (dir., Velo y Mantilla, cortometraje), Infinitos (dir., Velo y Mantilla, cort.), Almadrabas (dir., Velo y Mantilla, cort.), Castillos de Castilla (dir., Velo y Mantilla, cort.), Tarraco Augusta (dir., Velo y Mantilla, cort.), Reforma agraria (cort.), Cuenca (cort.), Siembra (cort.), En un lugar de Castilla (cort.), Galicia y Compostela (cort.), La ciudad y el campo (cort.);
- 1936: Nuevas rutas (cort.), ¿Quién me quiere a mí? (dir., J. L. Sáenz de Heredia), ¡Centinela, alerta! (dir., J. Gremillon), La Alhambra o el suspiro del moro (dir., Antonio Graciani);
- 1937: Barrios bajos (dir., Pedro Puche), Guernika (dir., J. M. Beltrán), Así vive Cataluña (dir., V. R. González);
- 1938: Cataluña (cort.), La división perdida (cort. inconcluso);
- 1956: Tremolina (dir., Ricardo Núñez);
- 1957: La estrella y el Rey (dir., Luis María Delgado), Coartada (dir., Lionello de Felice).[2][1]

### EnArgentina
- 1938: Senderos de fe (dir., Luis Moglia Barth);
- 1939: La intrusa (dir., Julio Saraceni), Así es la vida (dir., Francisco Múgica), Caminito de gloria (dir., Luis César Amadori);
- 1940: Carnaval de antaño (dir., Manuel Romero), El inglés de los güesos (dir., Carlos H. Christensen), El solterón (dir., F. Mugica), Medio millón por una mujer (dir., F. Múgica);
- 1941: Embrujo (dir., Enrique T. Susini), Águila Blanca (dir., C. H. Christensen);
- 1942: Adolescencia (dir., F. Mugica), En el viejo Buenos Aires (dir., Antonio Momplet), Ceniza al viento (dir., Luis Saslavsky), Locos de verano (dir., Antonio Cunill Cabanellas);
- 1943: Los hijos artificiales (dir., A. Momplet), Casa de muñecas (dir., Alberto de Zavalía), Eclipse de sol (dir., L. Saslavsky);
- 1944: El fin de la noche (dir., A. de Zavalía), Nuestra Natacha (dir., Julio Sarraceni);
- 1945: Pampa Bárbara (dir., Hugo Fregonese y Lucas Demare), La dama duende (dir., L. Saslavsky), Allá en el setenta y tantos (dir., F. Múgica);
- 1946: No salgas esta noche (dir., A. Garcia Burh), Rosa de América (dir., A. de Zavalía), Donde mueren las palabras (dir., H. Fregonese), El gran amor de Bécquer (dir., A. de Zavalía);
- 1947: Estrellita (dir., Román Vignoli Barreto), El hombre que amé (dir., A. de Zavalía), El misterio del cuarto amarillo (dir., J. Sarracini), Corazón (dir., Carlos Borcosque);
- 1949: Las aventuras de Jack (dir., C. Borcosque);
- 1951: Me casé con una estrella (dir., L. C. Amadori);
- 1952: Las aguas bajan turbias/El Infierno verde (dir., Hugo del Carril).[2][1]

### EnVenezuela
- 1950: La balandra Isabel llegó esta tarde (dir., Carlos H. Christensen).[2][1]

### EnBrasil
- 1952: Tico-Tico no fuba (dir., Adolfo Celli).[2][1]